# Spilosoma hyporhoda
Spilosoma hyporhoda là một loài bướm đêm thuộc phân họ Arctiinae, họ Erebidae.